# Кудайгульская волость
Кудайгу́льская во́лость — административно-территориальная единица в составе Евпаторийского уезда Таврической губернии. Образована 8 (20) октября 1802 года, в основном, из деревень бывшего Козловского кадылыка Козловского каймаканства.
Занимала западную часть Крыма, в центре Евпаторийского уезда (территориально — западная часть современного Сакского района и юг Раздольненского). Начинаясь на юге от берега Каламитского залива Чёрного моря, волость граничила на востоке с Тулатской, на западе — ограничивалась берегом озера Донузлав. Население волости на апрель 1806 года составляло 3 768 человек, при абсолютном большинстве крымских татар. Была одной из самых малонаселённых волостей губернии, ни в одной деревне не числилось свыше 200 жителей.

## Состав волости
После реформы волостного деления 1829 года волость сохранила прежний состав и просуществовала до земской реформы Александра II в 1860-х годах.